# Professor Jamil
Professor Jamil là một đô thị thuộc bang Goiás, Brasil. Đô thị này có diện tích 347,464 km², dân số năm 2007 là 3830 người, mật độ 11 người/km².